# 考尔契奇·伊伦
考尔契奇·伊伦（匈牙利語：Karcsics Irén，1927年3月18日—2011年10月13日），匈牙利女子竞技体操运动员。她曾代表匈牙利在奥林匹克运动会体操比赛中获得2枚银牌和1枚铜牌。她于2011年在布达佩斯去世。